# Чукарица (община)
Община Чукарица  (на сръбски: Општина Чукарица) е градска община в Белградски окръг. Заема площ от 156 км2. Включва квартали на Белград, 4 града и 4 села.

## Население
Населението на община Чукарица възлиза на 168 508 души (2002).

## Селища
Градове:
- Остружница
- Печани
- Руцка
- Умка

Села:
- Горица
- Рушан
- Сремчица
- Велика Мощаница